# University of Kansas Women's Volleyball 2015
Questa voce raccoglie le informazioni riguardanti la University of Kansas Women's Volleyball nella stagione 2015.

## Organigramma societario
Area direttiva
- Presidente: Sheahon Zenger

Area tecnica
- Allenatore: Ray Bechard
- Allenatore associato: Laura Kuhn
- Assistente allenatore: Todd Chamberlain
- Assistente allenatore volontario: Lucas Yanez

## Rosa
| N° | Nome             | Ruolo | Data di nascita   | Nazionalità sportiva | Anno      |
| -- | ---------------- | ----- | ----------------- | -------------------- | --------- |
| 1  | Anna Church      | L     | 21 luglio 1993    | Stati Uniti          | Senior    |
| 2  | Tori Miller      | L     | -                 | Stati Uniti          | Sophomore |
| 3  | Kayla Cheadle    | C     | -                 | Stati Uniti          | Sophomore |
| 5  | Cassie Wait      | L     | -                 | Stati Uniti          | Junior    |
| 6  | Ashlyn Driskill  | S     | -                 | Stati Uniti          | Senior    |
| 7  | Tiana Dockery    | S     | 19 settembre 1993 | Stati Uniti          | Senior    |
| 8  | Kelsie Payne     | S/O   | 29 novembre 1995  | Stati Uniti          | Sophomore |
| 9  | Claire Carpenter | L     | -                 | Stati Uniti          | Sophomore |
| 10 | Tayler Soucie    | C     | -                 | Stati Uniti          | Junior    |
| 11 | Ainise Havili    | P     | 24 aprile 1996    | Stati Uniti          | Sophomore |
| 12 | Ashley Smith     | S     | -                 | Stati Uniti          | Freshman  |
| 13 | Patricia Montero | S     | 22 agosto 1997    | Porto Rico           | Freshman  |
| 14 | Madison Rigdon   | S     | 3 dicembre 1995   | Stati Uniti          | Sophomore |
| 16 | Janae Hall       | C     | -                 | Stati Uniti          | Junior    |
| 19 | Maggie Anderson  | P     | -                 | Stati Uniti          | Junior    |
| 20 | Addison Barry    | L     | -                 | Stati Uniti          | Sophomore |

## Risultati

### NCAA Division I

#### Fase regionale
| 3 dicembre 2015 - Primo turno Horejsi Family Athletics Center, Lawrence   | Kansas              | 3 - 0 | Furman           | 25-14, 25-21, 25-17               |
| 4 dicembre 2015 - Secondo turno Horejsi Family Athletics Center, Lawrence | Kansas              | 3 - 0 | Missouri         | 25-16, 25-13, 27-25               |
| 11 dicembre 2015 - Sweet Sixteen Jenny Craig Pavilion, San Diego          | Kansas              | 3 - 1 | Loyola Marymount | 25-19, 25-11, 211-25, 25-13       |
| 12 dicembre 2015 - Elite Eight Jenny Craig Pavilion, San Diego            | Southern California | 2 - 3 | Kansas           | 18-25, 21-25, 25-22, 25-19, 13-15 |

#### Final Four
| 17 dicembre 2015 - Semifinali CenturyLink Center Omaha, Omaha | Nebraska | 3 - 1 | Kansas | 25-20, 25-21, 20-25, 25-16 |

## Statistiche

### Statistiche di squadra
| Competizione                      | Punti | In casa | In casa | In casa | In trasferta | In trasferta | In trasferta | Campo neutro | Campo neutro | Campo neutro | Totale | Totale | Totale |
| Competizione                      | Punti | G       | V       | P       | G            | V            | P            | G            | V            | P            | G      | V      | P      |
| --------------------------------- | ----- | ------- | ------- | ------- | ------------ | ------------ | ------------ | ------------ | ------------ | ------------ | ------ | ------ | ------ |
| Big 12 Conference NCAA Division I | .909  | 16      | 15      | 1       | 10           | 9            | 1            | 7            | 6            | 1            | 33     | 30     | 3      |
| Totale                            | .909  | 16      | 15      | 1       | 10           | 9            | 1            | 7            | 6            | 1            | 33     | 30     | 3      |

G = partite giocate; V = partite vinte; P = partite perse

### Statistiche dei giocatori
| Giocatrice   | Big 12 Conference NCAA Division I | Big 12 Conference NCAA Division I | Big 12 Conference NCAA Division I | Big 12 Conference NCAA Division I | Big 12 Conference NCAA Division I | Totale | Totale | Totale | Totale | Totale |
| Giocatrice   | P                                 | PT                                | AV                                | MV                                | BV                                | P      | PT     | AV     | MV     | BV     |
| ------------ | --------------------------------- | --------------------------------- | --------------------------------- | --------------------------------- | --------------------------------- | ------ | ------ | ------ | ------ | ------ |
| M. Anderson  | 33                                | 21                                | 0                                 | 0                                 | 21                                | 33     | 21     | 0      | 0      | 21     |
| A. Barry     | 15                                | 1                                 | 0                                 | 0                                 | 1                                 | 15     | 1      | 0      | 0      | 1      |
| C. Carpenter | 15                                | 3                                 | 0                                 | 0                                 | 3                                 | 15     | 3      | 0      | 0      | 3      |
| K. Cheadle   | 10                                | 18                                | 16                                | 2                                 | 0                                 | 10     | 18     | 16     | 2      | 0      |
| A. Church    | 32                                | 20                                | 1                                 | 0                                 | 19                                | 32     | 20     | 1      | 0      | 19     |
| T. Dockery   | 32                                | 359.5                             | 318                               | 26.5                              | 15                                | 32     | 359.5  | 318    | 26.5   | 15     |
| A. Driskill  | 11                                | 28.5                              | 21                                | 2.5                               | 5                                 | 11     | 28.5   | 21     | 2.5    | 5      |
| J. Hall      | 33                                | 242                               | 192                               | 50                                | 0                                 | 33     | 242    | 192    | 50     | 0      |
| A. Havili    | 33                                | 159                               | 104                               | 24                                | 31                                | 33     | 159    | 104    | 24     | 31     |
| T. Miller    | 20                                | 2                                 | 0                                 | 0                                 | 2                                 | 20     | 2      | 0      | 0      | 2      |
| K. Payne     | 33                                | 540                               | 496                               | 39                                | 5                                 | 33     | 540    | 496    | 39     | 5      |
| M. Rigdon    | 33                                | 364.5                             | 311                               | 25.5                              | 29                                | 33     | 364.5  | 311    | 25.5   | 29     |
| T. Soucie    | 33                                | 320                               | 246                               | 74                                | 0                                 | 33     | 320    | 246    | 74     | 0      |
| C. Wait      | 33                                | 19                                | 1                                 | 0                                 | 18                                | 33     | 19     | 1      | 0      | 18     |

P = presenze; PT = punti totali; AV = attacchi vincenti; MV = muri vincenti; BV = battute vincenti

NB: I muri singoli valgono una unità di punto, mentre i muri doppi e tripli valgono mezza unità di punto; anche i giocatori nel ruolo di libero sono impegnati al servizio